# Tavastlandsfronten

Finska inbördeskrigets frontlinje.

Tavastlandsfronten var en frontlinje i det finska inbördeskriget, som ursprungligen gick i norra delen av Tavastehus län, i de nuvarande landskapen Birkaland och Mellersta Finland, och i ett senare skede mot krigsslutet i dagens Egentliga Tavastland. Den bildade den så kallade Västfonten tillsammans med Satakundafronten, och gick från Kuru, norr om Tammerfors, genom Ruovesi, Filpula och Kuorevesi till Längelmäki och slutade vid Päiännes västra strand i Kuhmois. Tavastlandsfronten var huvudfronten under kriget, där striderna var helt avgörande för slutresultatet, bland annat i slaget om Tammerfors under månadsskiftet mars-april. Det var också den blodigaste skådeplatsen i inbördeskriget där över 40 procent av alla dödade i kriget föll. Omkring 1 900 röda och 1 400 vita dödades på Tavastlandsfronten, inklusive cirka 50 svenska volontärer på den vita sidan och några dussin ryssar som kämpade på den röda.
Tavastlandsfronten är ett neutralt uttryck och återspeglar dess geografiska läge. De vita kallade den Västfronten under kriget, vilket också omfattade Satakundafronten. De röda brukade i sin tur kalla den Norra fronten eller Norra delen av västfronten.

## Fronten uppstår
Tavastlandsfronten uppstod tidigt i kriget, när de vita på väg söderut från Österbotten stötte ihop med  de röda i Filpula, ungefär 70 kilometer norr om Tammerfors. Filpulafronten bildades, vilken var de rödas nordligaste front under kriget. Deras ursprungliga avsikt var att avancera till Haapamäki, en viktig järnvägsknutpunkt. Cirka 30 kilometer norr om Filpula, på Haapamäkis norra sida, möts järnvägen Tammerfors-Vasa med tvärbanan till Jyväskylä. De röda försökte ta över Haapamäki-korsningen, varigenom de skulle ha avskurit de vita i norra Finland.
I början av kriget koncentrerade de vita en stor del av sina styrkor på Filpula och dess omgivningar för att stoppa den röda framryckningen. Tavastlandsfrontens betydelse fortsatte öka när de vita skiftade från försvarspositioner i mitten av mars till en storoffensiv mot Tammerfors. Så småningom intogs staden av de vita under den första veckan i april, varefter en ny frontlinje bildades söder om Tammerfors och södra Tavastland. En månad senare slutade inbördeskriget med de rödas kapitulation.
På frontens vita sida fanns den i februari bildade Tavastlandsgruppen, vars befälhavare var överste Martin Wetzer. Dess första högkvarter låg i Hapamäki, därifrån flyttades det senare till Filpula. De rödas högkvarter låg i Tammerfors, varifrån hela Tavastslandsfronten också kommenderades och underhölls. Befälhavare var Hugo Salmela, kommendant för Tammerfors röda garde, som efterträddes av Verner Lehtimäki.

## De tidiga striderna i kriget
I krigets inledningsskede avancerade de vita skyddskårstrupperna från Södra Österbotten med tåg till Haapamäki och därifrån den första februari till Lyly järnvägsstation, belägen i Juupajoki cirka 15 kilometer söder om Filpula. De röda hade dock sprängt linjen vid Lyly och de vita måste dra sig tillbaka till Filpula, där man etablerat sina försvarspositioner. Samma dag hade en enhet på 500 män lämnat Tammerfors för att rycka fram norrut längs järnvägen till Seinäjoki. Ryska soldater deltog också. De första striderna ägde rum dagen efter, men enligt uppgift utan förluster på någon sida. Under striderna stabiliserades den nordligaste delen av frontlinjen vid Filpula, där den förblev under de kommande sex veckorna.
De röda insåg att den vita försvarslinjen i Filpula var så stark att de istället bestämde sig för att försöka ett genombrott väster om Ruovesi. Andra strider sågs i Kuorevesi, Längelmäki och Kuhmois. Den 21 februari lanserade de röda ett storskaligt angrepp med cirka 5 000 män. Syftet var att erövra Haapamäki, men attacken avbröts en vecka senare utan att framgång nåtts. En ny allmän attack inleddes den 7 mars, med mer än 10 000 röda. Det inkluderade det blodiga slaget vid Kuhmois, inklusive de vitas massaker på Harmoinensjukhuset. Efter att flankoperationerna misslyckats, startade de röda huvudstyrkorna en attack den 13 mars i Filpula och Ruovesi. Men denna avbröts två dagar senare när de vita startade en kraftfull kontraattack. De rödas sista stora sammandrabbning var slaget vid Väärinmaja den 15 mars. Förutom de röda gardena från Tammerforsregionen och Tavastland deltog många män från Helsingfors röda garde i striderna.
Under de första sex veckorna föll 301 röda och 127 vita på Tavastlandsfronten. De rödas döda inkluderade också 41 ryska soldater. Den stora skillnaden i antalet döda förklaras av de röda utförde en omfattande offensiv där de vita bara koncentrerade sig på att försvara sina positioner. Men förlustsiffrorna i vissa strider indikerar också att de vita avrättade delar av de röda som övergett sig.

## Vit storoffensiv och röd reträtt
De vita startade sin egen storoffensiv den 15 mars. Syftet var att omringa den röda huvudstyrkan och därmed förhindra deras reträtt till Tammerfors. Positionerna i Kuru angreps av trupper under ledning av svensken Harald Hjalmarson och de i Länkipohja av Karl Fredrik Wilkmans trupper. Samtidigt pressades de röda i delsektorerna Ruovesi och Filpula för att förhindra dem från att skicka förstärkningar. Slaget om Länkipohja den 16 mars blev känt för sin blodighet och grymhet. Under detta föll 41 vita och 63 röda. Bland de vita som dödades fanns Matti Laurila, ledare för Lappo skyddskår. Så många som 50 av de fallna röda kan ha avrättats efter striden i Länkipohjamassakern. Två dagar senare ägde slaget vid Orivesi rum där 31 vita och cirka 20 röda dödades. De röda drog sig sedan tillbaka till Tammerfors, dit de vita nådde den 23 mars, och där upprättade sin belägring av staden.
Under de rödas reträtt blev krigföringen mycket hårdare. Minst 207 röda och 107 vita dödades per vecka, en siffra nästan lika hög som summan av de senaste sex veckornas strider.  
De vita började marschera mot Tammerfors nästan helt utan motstånd, men ändå dödades cirka 90 röda under dagarna efter slaget vid Orivesi. Detta har tillskrivits att de vita fortsatte sin storskaliga arkebusering av fångar i Länkipohja.

## Slaget om Tammerfors

### Belägringen inleds
Slaget om Tammerfors var de vitas största militära aktion under inbördeskriget som krävde de största förlusterna på båda sidor. Två veckors belägring resulterade också i många civila offer. Slaget ska ha börjat den 23 mars, när de vita nådde staden och började belägra den. Förutom Tammerfors fanns relaterade sammanstötningar i kommunerna Ylöjärvi, Birkala, Messuby, Aitolahti, Lembois, Vesilax och Tottijärvi, liksom på Satakundafronten i Karkku och Tavastkyro. Det rödas högkvarter omorganiserades den 22 mars, då stadens försvarsplan utarbetades. Syftet var att försvara Tammerfors så länge som möjligt.
Efter att de röda dragit sig tillbaka till Tammerfors, gjordes de första attackerna att överta staden 23-24 mars när kadetter från Vörå krigsskola som först kämpat i Aitolahti ensamma angrep Messuby. Den misslyckade operationen leddes av jägarlöjtnant Armas Kohonen,  som föll under striden. På söndagen 24 mars stred man inte bara Messuby utan också Lembois, och samtidigt startade de vita också en omgång artilleriattacker mot staden. Nästa dag fortsatte sammandrabbningarna på utkanten av Messuby och på morgonen den 26 mars gjorde de vita till slut ett genombrott när de röda lämnade sina försvar. Under samma dag nådde de vita också Tammerfors förorter på västsidan efter striderna i Ylöjärvi. Under attacken dödades bara Virdoisbataljonens kompanichef Jaakko Rannanjärvi bland angriparna, men de försvarande röda förlorade tio män, vilket tyder på att de flesta sköts efter att ha kapitulerat. 
Tisdagen den 26 mars försökte de vita nå Tammerfors centrum från olika håll, medan de drabbades av stora förluster. Staden attackerades i väster från Epilä och söder i Hatanpää, samtidigt som striderna fortsatte öster om Messuby. De röda, ledda av Eino Rahja, gjorde en kontraattack mot Lembois för att bryta igenom blockaden. Trots att Rahjas styrkor misslyckades med attacken fortsatte försvaret av Tammerfors. Samtidigt försökte de röda gardena från Yläne och Åbo att bryta igenom belägringen med tåg genom Hatanpää, men de tvingades återvända till staden efter att ha lidit stora förluster. Nästa dag fortsatte striderna åtminstone i Epilä, Messuby och Lembois. 

### Blodiga torsdagen
Torsdagen 28 mars blev en av inbördeskrigets mest kända dagar för de vita, kallad den "blodiga torsdagen". De gjorde då en våldsam attack på Tammerfors med avsikten att slutligen erövra hela staden. Framgången blev emellertid liten, istället led de vita sina största manskapsförluster under striderna den dagen. Under hela kriget inträffade lika stora dagsförluster endast i attacken på Tammerfors den 3 april. Striderna på "blodiga torsdagen" fokuserades främst på Kalevankangas kyrkogård och det omgivande området öster om stadskärnan. Striderna började klockan nio på morgonen och först klockan fyra på eftermiddagen lyckades de vita få kontroll över kyrkogården. Istället för skyddkåristerna satte de vita in andra jägarregementet, som bestod av värnpliktiga under befäl av jägarmajor Gabriel von Bonsdorff. Orsaken bakom användandet av värnpliktiga var truppernas ökade operativa förmåga trots de stora förlusterna. De var lättare för armén att beordras till att slåss med hot om bestraffning än frivilliga skyddskårister. Emellertid den dåliga utbildningsnivån hos de värnpliktiga trupperna och tröttheten orsakad av de långa striderna i Messuby resulterade i stora förluster i Kalevankangas, vilket i sin tur orsakade en utbredd desertering. Enligt vissa källor dödades eller skadades cirka 60% av den sjätte jägarbataljonen, 49% av den 12:e jägarbataljonen och 47% av fjärde jägarbataljonen, eller mer än 900 män. Den finska databasen för krigsdöda känner till 195 vita som föll i Tammerfors den 28 mars. Dessutom stred en brigad svenska volontärer i Kalevankangas med 20 dödade. De röda förlorade uppskattningsvis 50 till 70 män under dagen.

### Avbrott i striderna och de vitas slutoffensiv
Efter den "blodiga torsdagen" såg Tammerfors en något lugnare period på fem dagar, under vilken de vita huvudsakligen koncentrerade sig på att skjuta artillerield mot staden. De faktiska striderna utkämpades endast i Lembois under tiden. Artilleriets spärreld krävde dock hela tiden dödsfall, också minst tjugo civila, inklusive kvinnor och barn, vilka ansågs neutrala, utöver rödgardisterna. 
Efter det något lugnare avbrottet inledde de vita en ny storoffensiv på morgonen den 3 april. De rödas motstånd var hårt, och angriparna fick stora förluster när striderna utkämpades från hus till hus. Under den första dagen tog de vita kontrollen över de östra delarna av staden hela vägen till Tammerfors ström. Dagen visade sig så småningom vara den blodigaste i inbördeskriget, de vita förlorade 207 mannar och de röda förlorade minst 115, men möjligen så många som 170. En av krigets mest kända operationer sågs också under dagen då ett kompani under ledning av överste Gunnar Melin bröt in i staden och intog Näsilinna herrgård på Näsikallio, som de emellertid var tvungna att överge, eftersom trupperna som avancerade mot Tammerfors hade fastnat öster om Tammerfors ström. Stadens försvar bröt slutligen ner efter två dagar och de sista röda övergav sig den 6 april, vilket markerades med en vit flagga hissad på toppen av ett observationstorn på Pynikeåsen. 

### Förluster
Flera olika siffror över förlusterna i slaget om Tammerfors har presenterats. Vicehäradshövding Yrjö Raevuori presenterade de första siffrorna dagen före de röda övergav sig i en artikel i Uusi Suomi. Enligt hans beräkningar hade 596 vita och cirka 1 800 röda fallit. Senare, 1927 gav han en ny siffra för de vita på 709, och nämnde att antalet röda som han ursprungligen hade på 1 800 var för högt. Här hänvisade Raevuori till de röda som förlorat sina liv i striderna istället för att avrättas. Professor Heikki Ylikangas presenterade 1993 i sin bok Vägen till Tammerfors antalet röda till cirka 2 000, varav ungefär hälften avrättats. Omvänt säger lokalhistorikern Voitto Silfverhuth i sin bok Kalevankangas, som publicerades samma år, att totalt 2 751 röda begravdes i en massgrav på Kalevankangas kyrkogård, varav 1.208 skulle ha dött i striderna. Databasen för krigsmord känner till 824 vita, 1 087 röda som dog under slaget vid Tammerfors och 67 okända eller inte tillhör endera parterna.

### Efter kapitulerandet
Efter att striderna upphört inledde de vita sina avrättningar av de röda. Under dessa sköts flera hundra röda, liksom uppskattningsvis cirka tvåhundra ryska soldater som befann sig i staden. När antalet kapitulerande blev för stort, och alla inte kunde avrättas längre, inrättade man ett fångläger i Kalevankangas som kallats "Finlands första koncentrationsläger", där nästan 10 000 personer placerades. Till hösten hade 1 228 av dem dött av svält, sjukdomar och avrättningar. 

## Striderna söder om Tammerfors

### Lemboisfronten
Lemboisfronten söder om Tammerfors uppstod så snart de vita omringade staden 23 mars. Nästa dag tog vita trupper under ledning av överste Wilkman över tio kilometer av stambanan söder om Tammerfors mellan Lembois och Vilhelmsberg tio kilometer av stambanan söder om Tammerfors mellan Lembois och Vilhelmsberg (Kulju). Syftet var att skära av de rödas försörjningslinje och förhindra dem från att lämna staden. Samtidigt lyckades emellertid Eino Rahja, som ledde de röda trupperna i Lembois, förstärka sin egen trupp med 2 000 man från Helsingfors.
Häftiga strider sågs i dagarna omedelbart efter att Tammerfors invaderats den 7–8 april, när de vita förlorade 65 och de röda förlorade minst 40 man. Under samma period inträffade en besynnerlig incident i Lembois, när ett stort antal röda plötsligt blev sjuka, kräktes och så småningom förlorade medvetandet. En finsk läkare trodde att orsaken var matförgiftning, men en norsk läkare på plats misstänkte att det berodde på användning av stridsgas. De röda beordrade slutligen Lemboisfronten att överges den 24 april, varefter de röda som kämpade runt Tammerfors påbörjade sin reträtt söderut. De lyckades på många ställen avvika utan att de vita märkte något och skaffade på så vis ett försprång till sina förföljare. 

### Södra Tavastland
Efter ockupationen av Tammerfors sträckte sig den nya frontlinjen från Vesilax genom Lembois till Hauho, Lampis och Tulois. Dock hölls flera sjöområden av de vita som fungerade som flaskhalsar. De röda trupperna hade redan börjat omplaceras på den nya fronten i Tavastehus den 26 mars. I Tavastehusregionen kämpade de röda främst mot den tyska baltiska divisionens trupper som avancerade från Helsingfors. Efter slaget om Helsingfors drog de röda sig tillbaka ur Nyland, förlorade Hyvinge i norr 21 april, och dagen efter Riihimäki. Reträtten fortsatte mot Tavastehus, som de röda kapitulerade till tyskarna nästan utan strid 26 april. Men under samma dag var det blodiga strider runt staden i Janakkala, Turengi, Vånå och Rengo. De röda var också tvungna att överge stambanan, och med förlusten av Tavastehus skars den direkta rutten till Lahtis, vilken tidigare hållits av de röda, av och som nu måste kringgås via Hauho. Den vita stridsledningens plan var att omringa de röda mellan Tavastehus och Toijala, men detta lyckades inte. Den tyska offensiven i Tavastehus hade inletts för tidigt för de vita, som ännu inte hunnit fram dit. Därför kunde de röda fly i riktning mot Hauho och spränga broar för att fördröja fienden.
Från Tavastehus fortsatte de röda sin reträtt mot Alvettula och Hauho. Vid slaget vid Alvettula den 26-27 april lyckades de vita inte stoppa de överlägsna rödas genombrott. En dag senare nådde de röda Hauho, där de var tvungna att kämpa mot inte bara de vita utan också tyskarna. De röda lyckades dock tvinga båda att dra sig tillbaka. På bara några timmar dödades under slaget om Hauho totalt 143 män; 60 vita, 74 röda och nio tyskar, vilket gör det till en av de blodigaste striderna under hela kriget. Andra strider mellan tyskarna och de röda ägde rum i slaget om Lampis samma dag och i Tulois den 28 och 29 april. I striden vid Syrjäntaka tvingades tyskarna att dra sig tillbaka och förlorade cirka 50 till 90 män, beroende på källa. De röda led också stora förluster, möjligen dödades upp till 300. Efter belägringen började emellertid alla möjliga flyktvägar blockeras och de röda blev till slut helt omringade av fienden. De sista röda på Tavastlandsfronten övergav sig till tyskarna väster om Lahtis den 1 maj och slutkapitulationen började dagen efter.